# Saprinus fulgidicollis
Saprinus fulgidicollis är en skalbaggsart som beskrevs av Sylvain Auguste de Marseul 1855. Saprinus fulgidicollis ingår i släktet Saprinus och familjen stumpbaggar. Inga underarter finns listade i Catalogue of Life.